# Naoe Kanetsugu
Naoe Kanetsugu (直江 兼続?; 1559 – 23 gennaio 1620) è stato un samurai giapponese vissuto dal periodo Sengoku a quello Edo. Figlio maggiore di Higuchi Kanetoyo, Kanetsugu è noto per aver servito due generazioni di daimyō Uesugi. È anche conosciuto con il suo titolo di corte, Yamashiro no Kami (山城守?) o col suo nome di nascita, Higuchi Kanetsugu (樋口 兼続?).
Kanetsugu servì prima Uesugi Kenshin come koshō (小姓?). Dopo la morte di Kenshin servì il suo figlio adottivo Kagekatsu. Il fratello di Kanetsugu, Ōkuni Sanehiro, fu anch'egli un famoso servitore Uesugi.

## Biografia
Kanetsugu nacque come Yoroku (与六?) al castello di Sakato nella provincia di Echigo. Suo padre, Higuchi Sōemon Kanetoyo era un vecchio servitore di Nagao Masakage, il signore del castello di Sakato. Quando Yoroku raggiunse l'età adulta sposò la prima cugina Osen da lato materno, la vedova del servitore Uesugi Naoe Nobutsuna, e prese il nome della famiglia Naoe per diventare il capo della famiglia poiché Osen non aveva avuto nessun figlio dal precedente matrimonio e quindi non aveva nessun erede con diritto di successione. Divenne consigliere Uesugi all'età di ventidue anni, distinguendosi velocemente come un eccezionale comandante, e fu coinvolto in molti scontri che ebbero luogo nella costa del mar del Giappone con Sassa Narimasa e Maeda Toshiie. Kanetsugu fu anche responsabile per le azioni del clan Uesugi contro la coalizione Tokugawa durante le manovre che terminarono con l'assedio di Hasedō. Seguendo la resa del clan Uesugi ai Tokugawa nel 1601, le loro proprietà furono trasferite sul più piccolo feudo di Yonezawa, con entrate di 300.000 koku. Gli venne garantito uno stipendio di 60.000 koku che in seguito divise con i suoi samurai, tenendo per se 5.000 koku. Si rititò in solitudine per occuparsi di arte e letteratura.

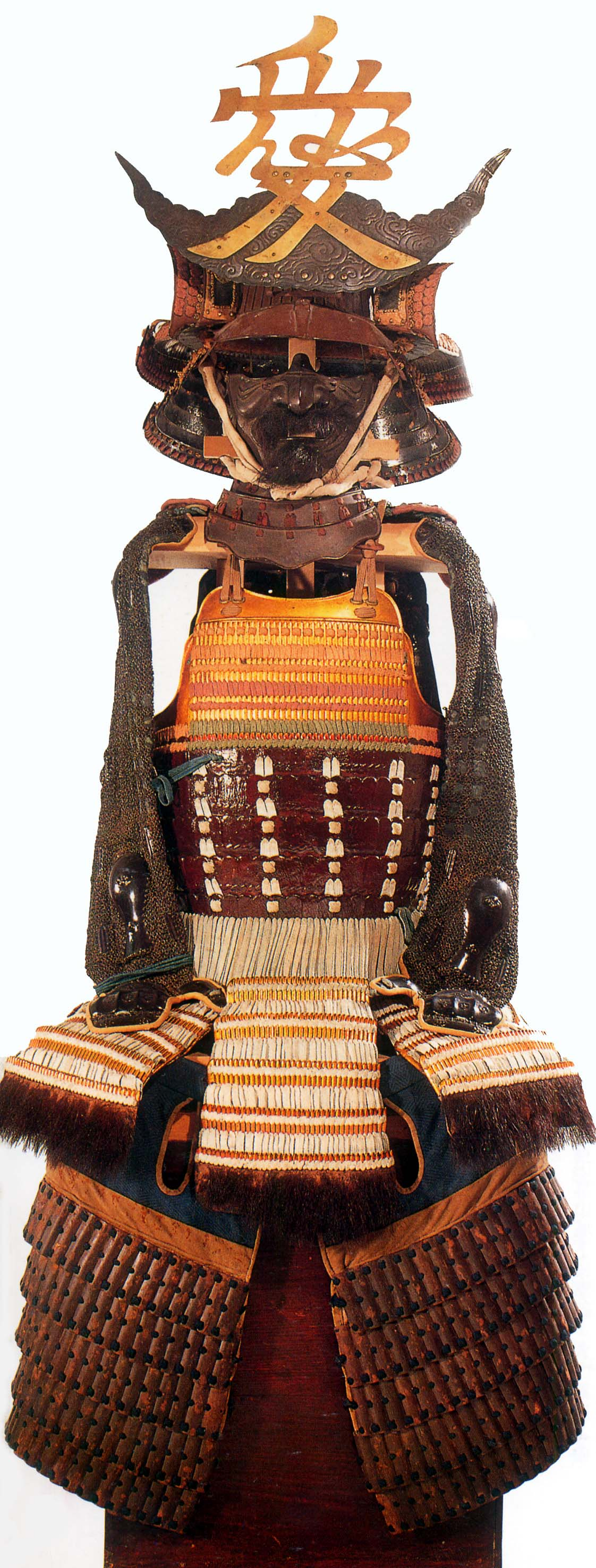
L'armatura di Naoe Kanetsugu

## Dopo la morte
Dopo la sua morte, sua moglie Lady Osen (お船?), come usanza di quel tempo, prese la tonsura, si tagliò i capelli e divenne una monaca buddista. Il suo nome cambiò in Lady Teishin-ni (貞心尼?). Teishin-ni aiutò comunque il giovane capo Uesugi, Uesugi Sadakatsu, fino alla sua morte avvenuta nel 1637 ad 81 anni.

## Personalità
Naoe Kanetsugu era rispettato per le sue azioni. Ne "The Life of Toyotomi Hideyoshi" di Walter e M.E. Dening si racconta di un aneddoto nel quale Hideyoshi, la cui temporanea unificazione del Giappone aveva aperto la strada per lo shogunato Tokugawa, decise di fare visita a Uesugi Kagekatsu, a quel tempo signore di Kanetsugu, accompagnato da pochi servitori.
Quando ricevette la notizia, Kagekatsu richiamò un consiglio per discutere su ciò che era meglio fare, date le circostanze. La maggior parte dei consiglieri si schierò per assassinare Hideyoshi, sostenendo che sarebbe stato di gran lunga il modo più semplice di liberarsi di un pericoloso nemico. Ma Naoe Kanetsugu condannò questo consiglio come indegno di un uomo che teneva la posizione di Kagekatsu. «Hideyoshi viene tra noi senza guardie» disse Kanetsugu, «è la prova del suo profondo rispetto per il nostro signore. Con signori minori Hideyoshi non si esporrebbe così tanto al pericolo. Sapendo che il nostro signore è un uomo di nobile indole, si fida di noi. Se approfittiamo di questo e lo uccidiamo, la storia della nostra viltà ed il tradimento sarebbe tramandato ai posteri per la nostra vergogna eterna. No: lasciamo che il nostro maestro incontri magnanimità con magnanimità; lasciamolo avere udienza con Hideyoshi e vediamo se essi non riusciranno a trovare a un accordo. Se non lo faranno, allora ci batteremo, ma non prima che Hideyoshi sia rispedito a casa».